# Восстание Давид-бека

Национально-освободительное движение армян Арцаха и Сюника

Восстание Давид-бека — восстание армян на территории нынешних Республики Армения, Нагорного Карабаха и Нахичеванской Автономной Республики под предводительством Давид-Бека против, на первом этапе, власти персов, на втором — турок. Им удалось на восемь лет свергнуть иранское господство в регионе. В хронологическом порядке оно совпало с освободительной борьбой меликств Хамсы (1724—1731 гг).
Восточной Арменией управляли в то время представители знатных родов, ведущих свое происхождение от Багратуни, Сюни и Араншахиков, в том числе Гасан-Джалаляны, Допяны, Прошяны, Орбеляны, Вачутяны, Закаряны и Кюрикиды, не имевшие полного контроля над своими землями и зависимые от Персии. Сами персы называли их «мелик» (араб. ملك, царь). Кроме них армян объединял также Католикос Всех Армян, резиденция которого с 1441 г. находится в Эчмиадзине.

## Предыстория

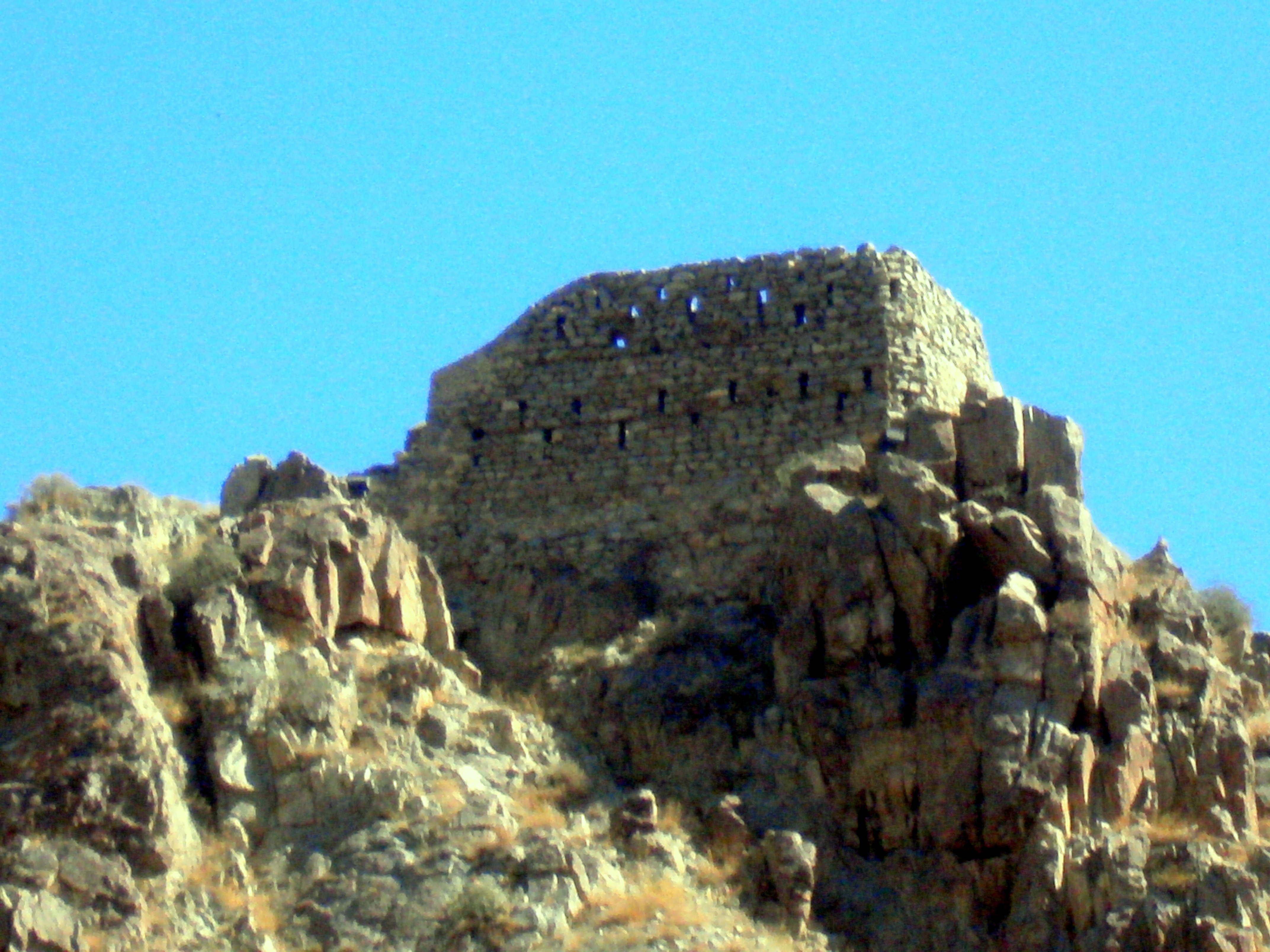
Крепость Мегри

В 1677 году католикос Акоп IV Джугаеци созвал тайное собрание в Эчмиадзине, на котором присутствовало 12 благочестивых и светских деятелей, в том числе некоторые мелики Сюника и Арцаха, и обсуждались пути освобождения Армении от персидско-турецкого владычества. В результате собрания было принято решение отправить делегацию в Грузию, Европу и Россию для ведения переговоров. В конце 1678 года в Константинополь прибыла делегация во главе с Акопом Джугаеци, где через два года католикос умер от болезни. Однако миссия не была прервана. Исраэль Ори с делегацией поехал дальше в Италию, затем во Францию, где остался на долгое время и вступил в армию Людовика XIV, что поозволило ему войти в контакт с высшими политическими кругами Франции, постоянно поднимая вопрос об освобождении армян, но встретил холодное безразличие. Затем он переехал в Германию, поселившись в Дюссельдорфе. Во время своего пребывания в Германии он обсудил вопрос освобождения Армении с местным князем Иоанном Вильгельмом, после чего посетил свою историческую родину для ознакомления с текущей ситуацией на месте и возможности проведения переговоров.

### Ангехакотское собрание(1699 год)
Вернувшись в Армению, Исраэль Ори вместе с меликом Сафразом созывает тайную встречу князей и представителей духовенства в селе Ангехакот. В нём принимают участие одиннадцать князей-меликов Сюника. Собрание, в отличие от предыдущих ассамблей (Эчмиадзин — 1441, 1547 и 1677, Себастия — 1562), носило светский характер. Мелики передают письма со своими печатями и подписями Исраэлю Ори, решают уполномочить его на продолжение переговоров с европейскими странами, в том числе с Российской империей. Архимандрит Минас Тигранян должен был поехать в Европу совместно с Исраэлем Ори.
Князю Пфальца Иоанну Вильгельму в присланном письме армянские мелики и военные заявили, что готовы поднять вооруженное восстание в присутствии небольшого числа германских вспомогательных войск, а затем признать Иоанна Вильгельма армянским королем. В программе, представленной князю Пфальца упоминался ход программы освобождения Армении. В освободительное движение планировалось включить также операции в Западной Армении, находившейся под османским игом.
Князь одобряет план Исраэля Ори и предлагает отправиться за согласием двух своих союзников, герцога Тосканы и правителя Австрии. Во Флоренци местный герцог обещал предоставить войска, но при дворе Вены отказались помочь, так как Леопольд VI в 1699 году подписал мирный договор с султаном Мустафой II.

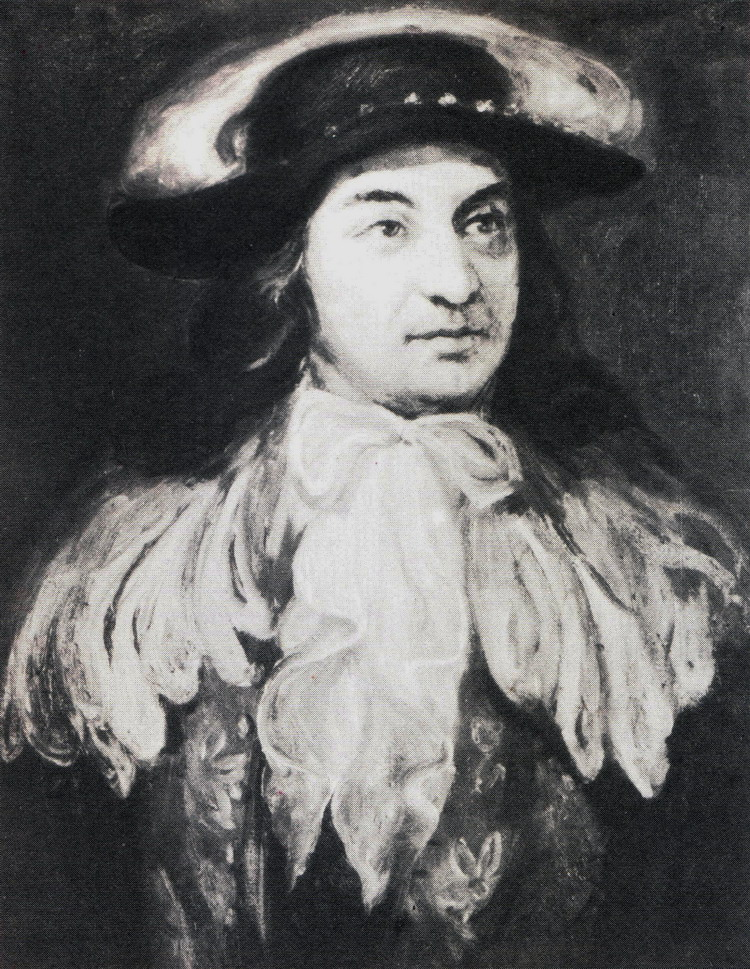
Исраэль Ори

Летом 1701 года Исраэль Ори прибывает в Российскую империю. Ори представляет план освобождения Армении императору Петру I. Однако в это время русско-шведская борьба за прибалтийские территории переросла в конфликт, известный как Северная война. Пётр все же пообещал оказать армянам помощь по окончании войны со Швецией. Благодаря широкой эрудиции и своему интеллекту, Ори привлек к себе симпатии царского двора. В документе, написанном много позднее по поручению князя Г. Потёмкина, он характеризовался как муж отличного разума и дарований.
Весной 1702 года Исраэль Ори и архимандрит Минас через Мирона Василя, армянского служивого, жившего в Москве, послали письмо Есаи Гасан-Джалаляну. Последний происходил из знатной династии Гасан-Джалалянов, младшие представители которой обычно становились видными вождями. Есаи был избран католикосом Гандзасара в 1701 году и возглавил христианские епархии Карабаха и Шемахи. Католикос информирует меликов Арцаха об успешном ходе переговоров. Для ознакомления с положением в Персии, в частности в Закавказье, он направляет туда посольство под руководством Исраэля Ори, так как тот уже однажды в ходе предыдущего посещения Европы остановливался в Риме, где убедил Папу Климента XI обратиться с письмом к шаху Ирана с просьбой не допускать гонений на христианское население.
В июле 1707 году Исраэль Ори выехал в Персию с посольством в составе 50 человек. В 1708 г. он достиг Шемахи, а в 1709 г. — Исфахана, столицы Персии. После возвращения из Исфахана Исраэль Ори остается в Закавказье около года. В Арцахе он встречается с Есаи Гасан-Джалаляном и меликами. Ори сообщает им известие о победе русских над шведами в Полтавской битве 27 июня 1709 года.
Когда Исраэль Ори готовился вернуться в Москву, Есаи Гасан-Джалалян и два его епископа решили присоединиться к его делегации. По поручению Петра I Ори вывез из Арцаха в Россию 20 армянских семей шелководов, большое количество шелка-сырца для основания шелковой фабрики в Москве, 25 арцахских лошадей и другие дорогие подарки. Ори получает от российских властей всего три корабля для перевозки имущества и людей. Летом 1711 года они достигли Астрахани. Здесь Исраэль Ори скоропостижно скончался в возрасте около 50 лет.

### Ситуация в Персии в 1722—1723 гг
В 1722 году афганскими мятежниками был низложен последний шах из династии Сефевидов Солтан Хусейн. В 1722 году Мир Махмуд-шах во главе сравнительно малочисленной армии двинулся к столице империи — Исфахану. Солтан Хусейн выступил навстречу повстанцам. 8 марта 1722 года у города Голнабад армия шаха была разбита. Шах Хосейн сдался, отрёкся в пользу Махмуда и собственноручно надел на него венец. Наследник престола мурза Тахмасп бежал на север Персии, в Мазандаран, и там провозгласил себя шахом. Его поддержали сунниты Закавказья.
В 1722—1723 годах русские войска вошли в Дагестан и Ширван. Были взяты города Дербент, Баку и Решт. В сентябре 1723 года в Санкт-Петербурге был заключен мирный договор, по условиям которого к Российской империи отошли Дербент, Баку, Решт, провинции Ширван, Гилян, Мазендеран и Астрабад.

## Освобождение Зангезура
С начала XVIII века в Сюнике и Арцахе готовились к освободительной борьбе против персов. Население в Арцахе было однородным армянским, они смогли в короткое время набрать армию в 40 тысяч человек. Между тем население Сюника было смешанным армяно-персидским, поэтому освободительные силы региона были немногочисленны. Кроме того, в Сюнике была сильна власть армянских князей, заинтересованных в продолжении находжения Армении под властью Персии. Однако по заданию сюникских меликов и помещиков, которые участвовали в восстании, для освобождения Зангезура и установления связи с грузинскими освободительными силами в Тбилиси была отправлена небольшая делегация во главе с Степаносом Шаумяном (1702 - 1782) на переговоры с грузинским князем Шахнавазом. По его просьбе царь Картли-Кахети Вахтанг VI отправил в 1722 году в Сюник отряд из 30 своих полководцев армянского происхождения, среди которых самым известным был Давид Бек.

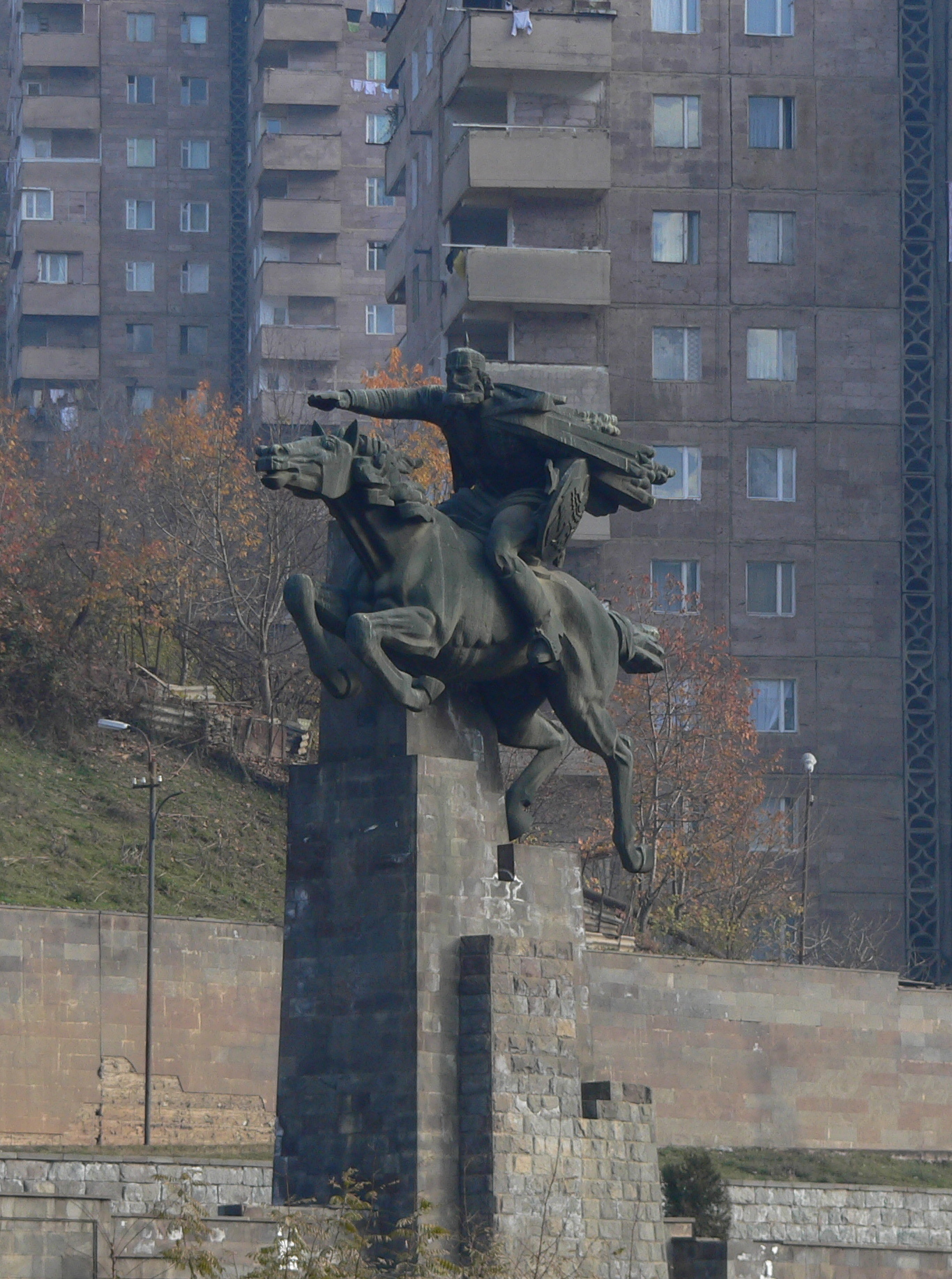
Памятник Давиду Беку в Капане

Обосновавшийся в селении Шинуайр, Давид Бек объединил вокруг себя местные вооруженные силы, сформировал военный совет, назначил главнокомандующим — спарапетом Мхитара-бека, впоследствии известного как Мхитар-спарапет, а Тер-Аветиса, Парсадана, Тороса, Автандила, Баяндура и других сделал командирами отрядов. Видные военные и князья Сюника, мелик Торос Чавндурский, военачальники Пап и Пали, халидзорский князь Парсадан и другие пришли на встречу с Давид Беком и выразили готовность присоединиться к освободительной борьбе. Таким образом Давид-бек стал во главе национально-освободительного движения и фактическим правителем освобождённых территорий Арцаха и Сюника. Дэвид Беку удается создать регулярную армию из 2000 воинов; лидер национального движения приглашает епископа Овакима из Татевского монастыря для благословления своих воинов, а там же епископ заверяет их в полной своей поддержке освободительной борьбы.
Осенью того же года Давид Бек разбил кочевые племена карачорлу и джеваншир. Воинский отряд Давид Бека в 400 солдат разбил многотысячное войско 32 персидских племен в районе Учтепе. Репутация полководца росла. Затем была захвачена крепость близ Татевского монастыря, принадлежавшая принявшему ислам армянскому князю Багри. Давид Бек приводит пленного мелика в церковь Шинуайра и в присутствии князей, полководцев и священнослужителей приказывает ему двенадцать дней произносить вслух: «Свет вере Просветителя, горе отрицателю». По истечение этого срока он приказывает отрубить ему голову, а сам переносит свою резиденцию в Татевский монастырь. Имущество мелика Багри раздается солдатам и сельским жителям. После этого Давид Бек обезглавливает мелика Ерицваника (Арцваника), Франгула, принявшего ислам. В целях устрашения был обезглавлен командир Пап, а Тер-Аветис,  Мхитар-спарапет и другие командиры были ненадолго заключены под стражу. После этих действий в армянских войсках установился порядок.
Вскоре армянское население восстает в Капане, бывшей столице Сюникского царства. Окружающие мусульманские правители, ханы Баргушата и Карадага, атаковали армянские войска с 18-тысячной армией. В 1723 году армяне победили в битве при Чавндуре, недалеко от села Егвард. Освобожденный Капан стал опорным пунктом армянского движения, а крепость Алидзор —  центром армянских сил. Армянские отряды во главе с Мхитаром Спарапетом и Тер-Аветисом занимают неприступную крепость Зия, разгромив местный гарнизон численностью около 4000 солдат. Год спустя, 29 мая, армянские войска захватывают стратегически важную крепость Воротан.
В 17 году по приказу персидского шаха Тахмаспа II Карадагский хан напал на армянское правительство. Давид-Беку помогают воинские части Арцаха под командованием Ованеса Карапета и Авана. Победа армян окончательно укрепила освобождение Зангезура от иноземного ига. Затем последовало освобождение Гохтан-Аревикской области. Агулис и Мегри были присоединены е территории, котрлолируемой армянами. Мелики Сюника признали Давида Бека верховным князем области и заявили о своей верности ему.
По приказу Давида Бека были укреплены армянские крепости, в которых был установлен постоянный гарнизон. Самыми известными были крепость Чавндур (Багк) с 2000 воинами, Калер (700 воинов), Шинуайр (550), Сисиан (500), Татев и Мегри с 400 воинами каждый. Войска Зангезура насчитывали 7000 воинов. Армия была разделена на воинские части, которыми командовали местные мелики и армянские командиры из Грузии. Алидзорская крепость Капана становится княжеским поселением, которое активно укрепляется и застраивается.
В 1722-1725 годах в течение трех лет, преодолевая все трудности, Давид Бек не только изгнал иноземцев и врагов, но и объединил армянские княжества Сюника под одним флагом. Успехом увенчалась и начавшаяся в это же время освободительная борьба в Арцахе. В то же время Грузия, северный сосед Армении, подверглась нападению османских войск. Турки завоевали Тбилиси в 1723 году и захватили всю Грузию.
С 1723 года объединённые армяно-грузинские войска, получив известие от Петра Великого, намеревавшего сдержать свое слово, выжидали в местечке Чолак близ Гянджи. Военное командование Арцаха достигло договоренности с мусульманами города, чтобы вместе сражаться в случае турецкого нападения. Однако помощь России так и не доходит до Чолака, и персы мусульмане Гянджи переходят на сторону врага. В 1723 г. город был взят, но Восточная Армения оказалась окруженной турецкими войсками с севера, запада и востока.
Спустя два года после восстания армян Зангезура, Карабаха и Нахичевани был заключен Константинопольский договор, по которому христианские районы Закавказья целиком и полностью попали под власть Турции. Армянские повстанцы продолжили борьбу теперь уже против турецких войск. Последние завладели всем регионом, за исключением Карабаха и Сюника. Там местные армянские князья под руководством Давид-Бека, Авана Юзбаши и Мхитар-спарапета удерживали натиск турецких войск.

## Битвы при Алидзоре и Мегри
|                  |  |  |
| Крепость Алидзор |  |  |

|                |  |  |  |
| Крепость Мегри |  |  |  |

После окончания борьбы за иранский престол в 1722 году османский султан Ахмед III (1703—1730) приказал войскам напасть на Закавказье и Азербайджан. Армия, организованная под командованием сераскира Кепрюлю Абдуллах-паши, в 1723 году захватила Тбилиси, затем, через некоторое время — Гянджу. После Персидского похода (1722-1723) российский император Петр I в 17 году подписал с турками договор, по которому Россия сохраняла территории на западном и южном побережье Каспия, которые были получены по Петербургскому договору 1723 года с Персией. Турции по этому договору отходили Картли, Эриванское ханство, Ширван (Шемаха) и северо-иранские земли (Тебирз, Казвин).
Летом 17 года турецкие войска осадили Ереван. После падения самообороны города, турки, потеряв около 20 000 солдат, захватили город. Последний правитель Еревана передал туркам ключи от крепости и бежал в Персию. Заняв другие районы провинции после взятия Еревана, турецкие войска двинулись на юг и восток.
В 1726 году османские войска вторглись в Сюник из Нахичевани по реке Аракс. Благодаря местному тюркскому населению и предателям среди персидских ханов они смогли выступить и одержать несколько побед. Вместе с окружающими мусульманскими правителями османские военачальники пытались захватить Сюник и положить конец армянскому правлению. Давид Бек укрепился со своими войсками в крепости Алидзор. 24 марта в Россию было отправлено письмо, подписанное восемью меликами и сотниками, с просьбой о помощи. Письмо, однако, осталось без ответа, и это стало причиной того, что некоторые военные деятели начали призывать сложить оружие и сдаться туркам. Несколько из них перешли на сторону врага.
26 февраля 1727 года турки осадили Алидзор. Турецкие войска, подойдя к стенам крепости, попытались взобраться на стены. Осада длилась 6 дней. В последний день турки атаковали крепость с помощью 26 катапульт. Сопротивление армянских войск быстро ослабевало. 4 марта командование армянской армии приняло решение о наступательных действиях. Главной целью стало прорвать осаду, выйти из блокады и начать контратаку. Соратники Давида Бека делали все возможное, чтобы поднять боевой дух мужчин в крепости.
Будьте смелыми, не бойтесь, следуйте за нами. Если пришел наш конец, давайте умерем храбро, ведь лучше нам умереть с мужеством за стенами, чем здесь, видя своими глазами смерть своих родных и близких.- Призыв Мхитар-спарапета и Тер-Аветиса к армянским солдатам
Осажденные отряды, незаметно оставив крепость, атаковали противника. Запаниковавшие турецкие войска, нанеся большие потери, обратились в бегство. Победа при Алидзоре была самой крупной и значительной из побед над османскими войсками. Турки потеряли около 13 000 солдат, 143 боевых знамени, большое количество техники и офицеров.
После битвы при Алидзоре османские войска покинули свои позиции и отступили, армяне освободили Капан, отогнав турок к Мегри, где их армия и сосредоточилась. Армянские войска под командованием Мхитара Спарапета и Тер-Аветиса атаковали город. Небольшой отряд местных жителей незаметно проник в Мегри. Пока турки двигались к Покр-Тах, чтобы отразить нападение армян, отряд Мхитара Спарапета и Тер-Аветиса атаковал врага сзади. Настигнутые врасплох, турки продвинулись к Мегринскому ущелью, на выходе из которого армяне устроили засаду. Турки предпочли двинуться к реке Аракс и перейти реку. Преследуя врага, армянские войска освободили Мегри и одержали полную победу над турецкими войсками. Победы при Алидзоре и Мегри вызвали духовный подъём среди армянских войск.
После побед над османскими войсками Давид Бек, убежденный, что не получит помощи от России, отправил к шаху Тахмаспу II делегацию, предложив сотрудничество. Последний, потерпев поражение от турок, принимает предложение армянского военачальника. Он отправляет в Сюник послание «Храбрым Давид Беку и армянским воинам», в котором, в частности, говорится следующее:
И сегодня я сделаю тебя князем, главой всех наших ханов, которые в тех краях, пусть земля Капана, которую ты взял мужественно, будет твоею.- Тахмасп Шах, Мазандаран, 1728 г.
Таким образом, персидские власти признали власть Давид Бека не только во всем Зангезуре, но и в Карадаге, на левом берегу Аракс, и в Нахичевани. По его приказу, чтобы противостоять турецкому вторжению, персидские правители были обязаны оказать вооруженную поддержку Давиду Беку и армянскому руководству.
Последним успехом Давид Бека в войне с турками было занятие Агулиса. В 1728 году армянский полководец умирает в своей резиденции — крепости Алидзор. Вместо покойного Давид Бека, во главе сопротивления становится его соратник  Мхитар-спарапет.

Битва при Алидзоре
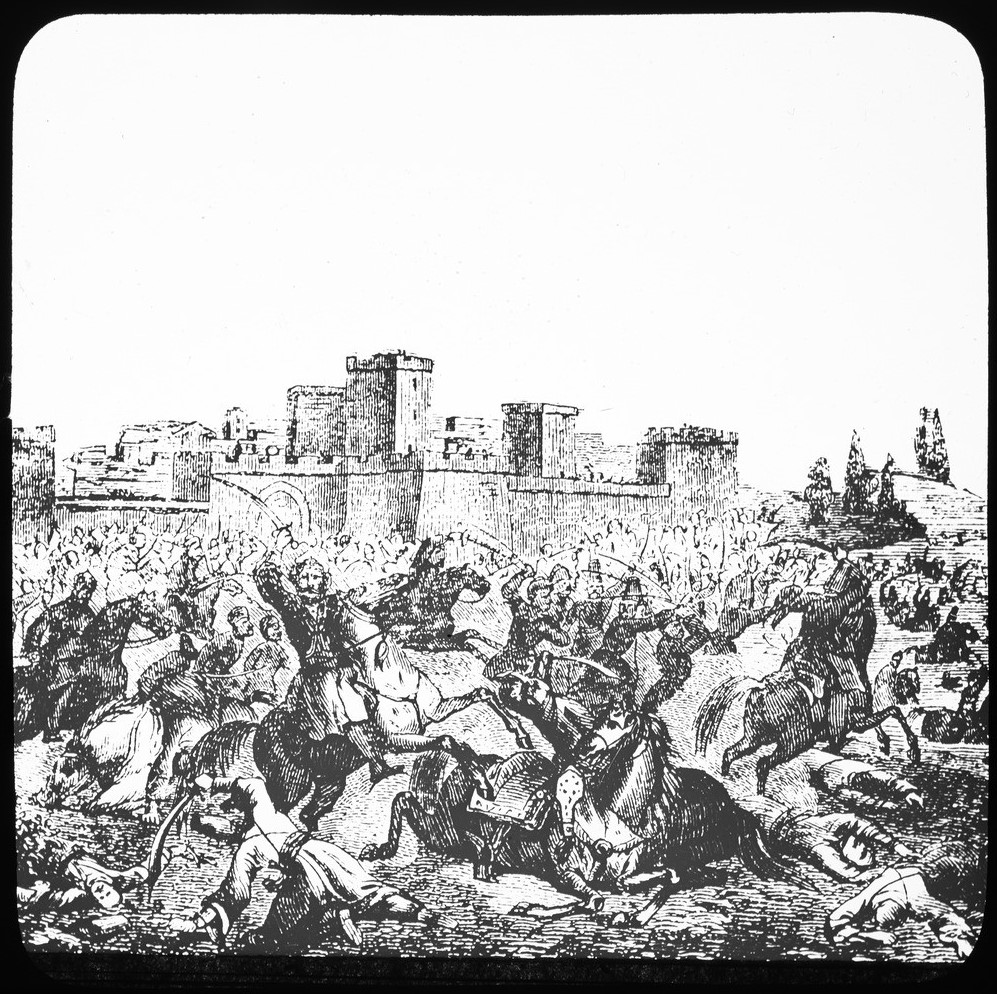
Изображение сражения с турками, Д. Броусали, 1887 год

## Завершение освободительной борьбы

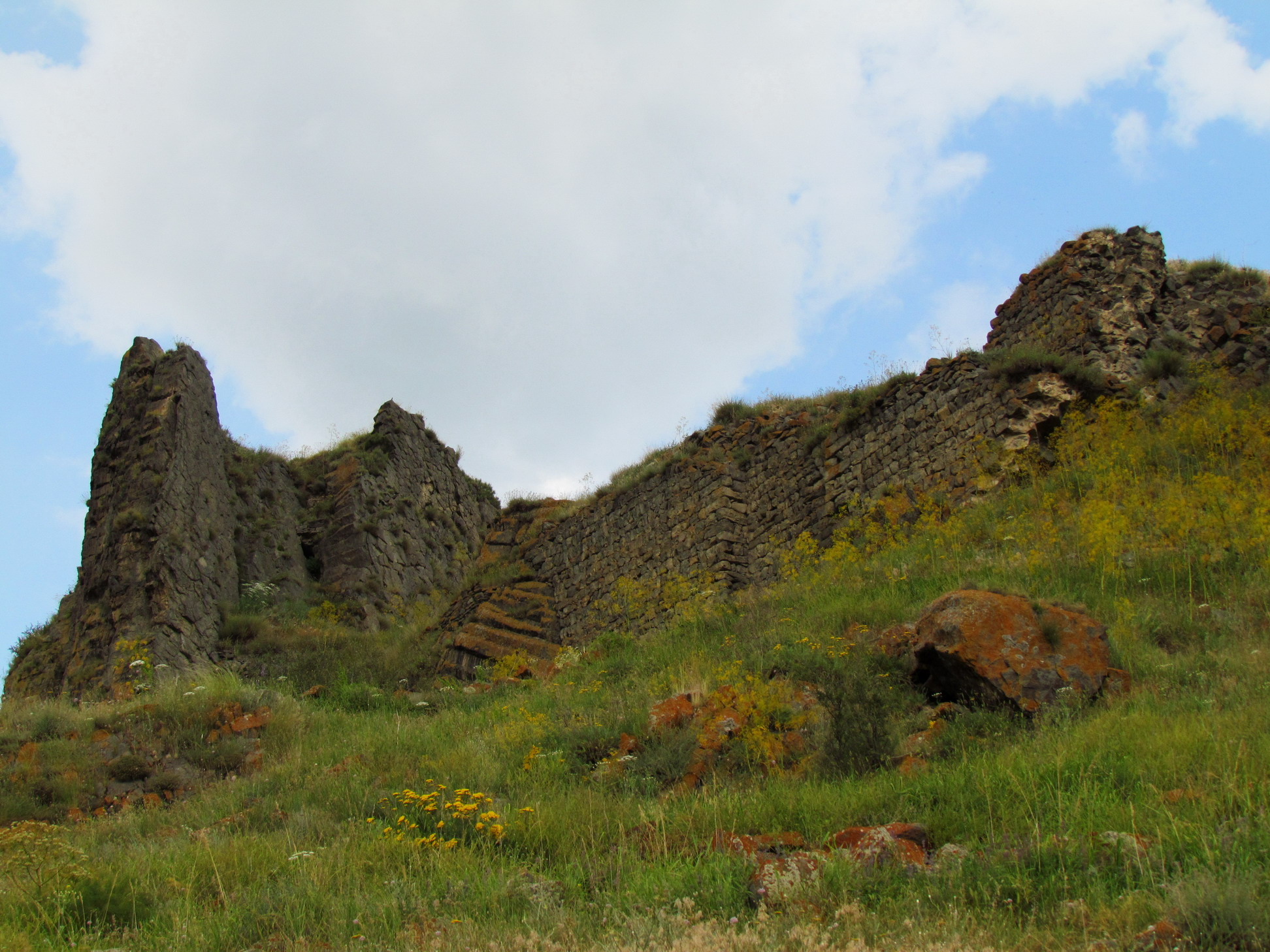
Останки крепости Воротнаберд

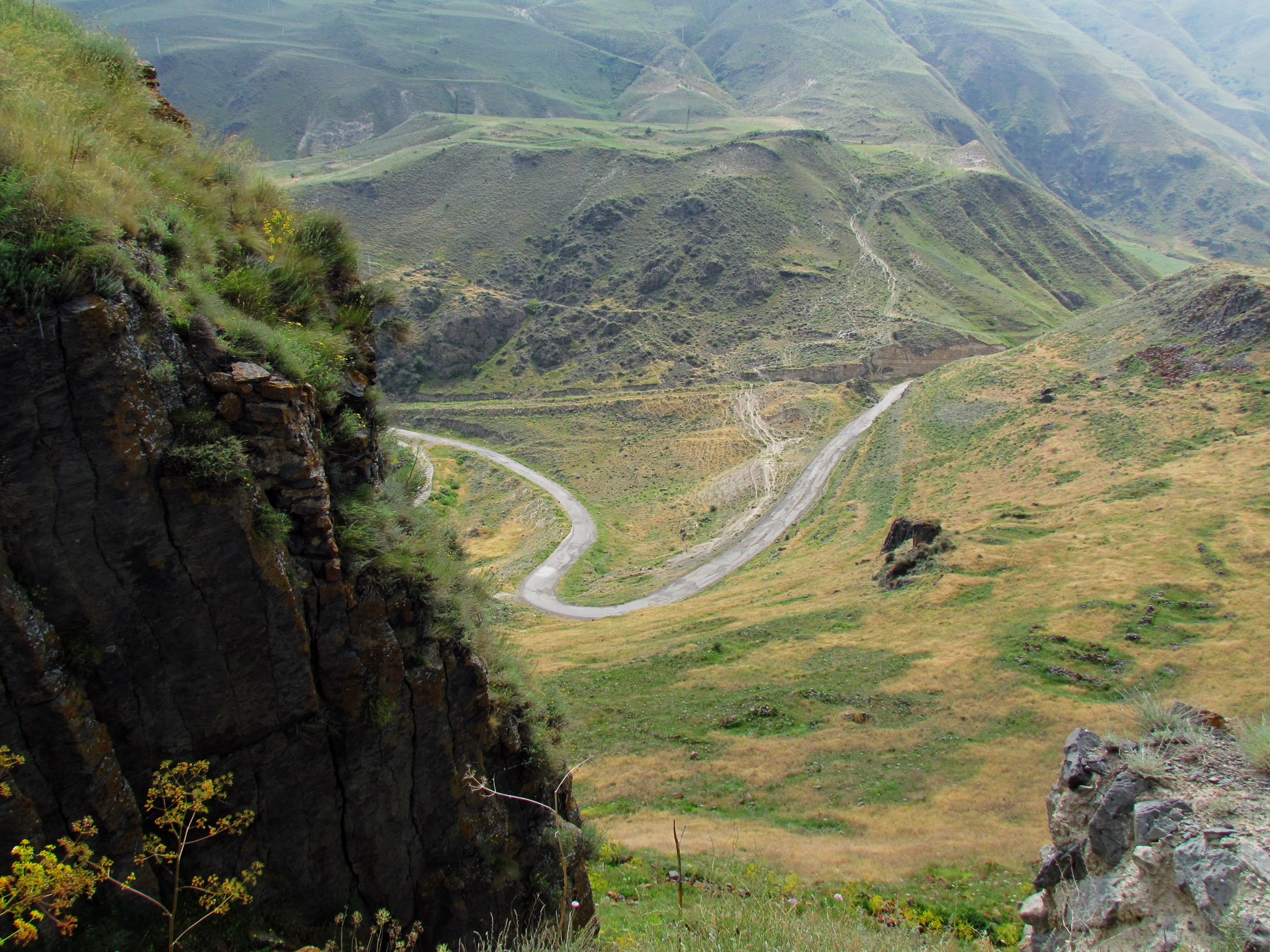
Вид с крепости Воротнаберд

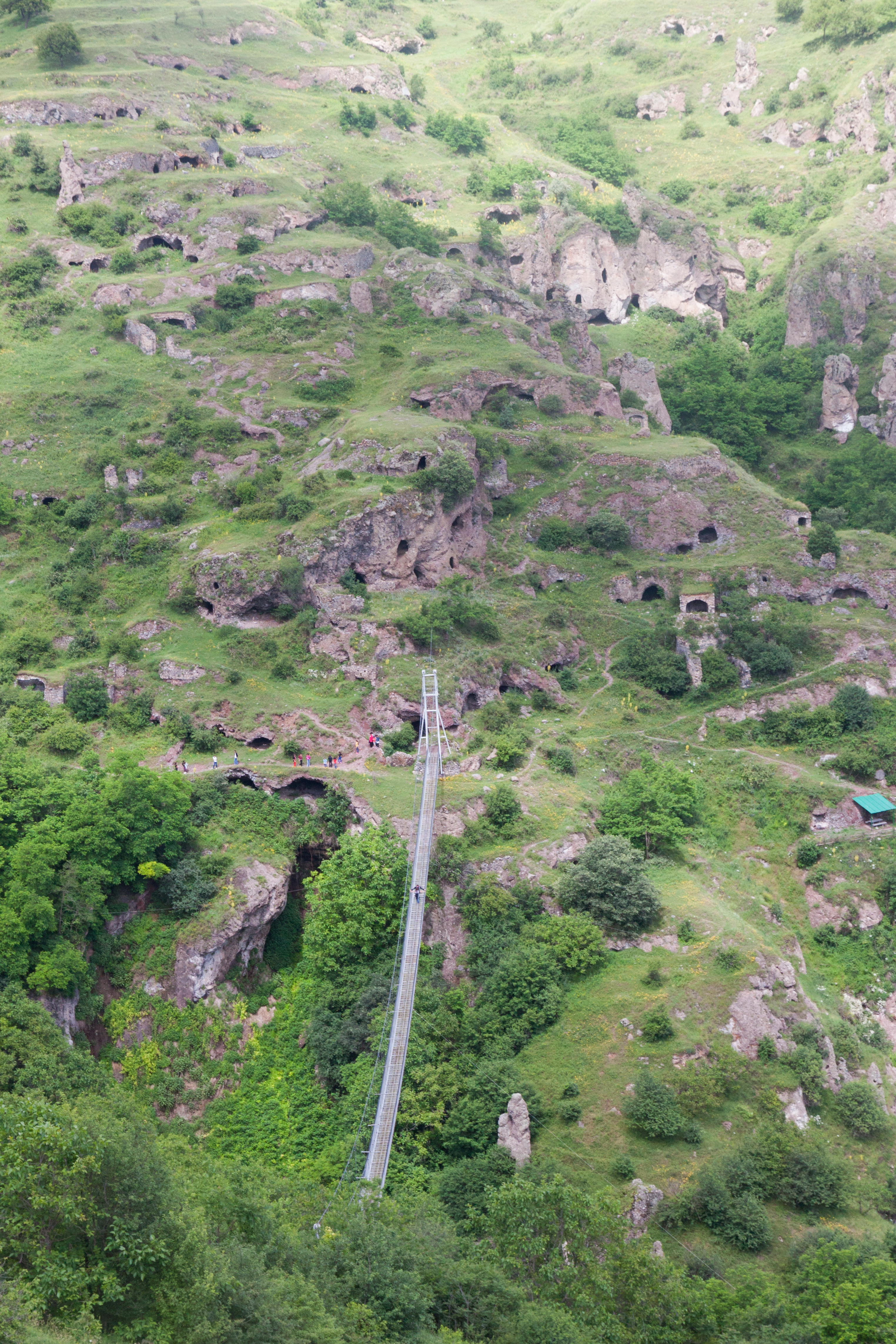
Хндзореск, Сюник, Армения

Вскоре после смерти Давида Бека османские войска перешли в наступление и подойдя к крепости Алидзор осадили её. В этой ситуации лидер национально-освободительной борьбы  Мхитар-спарапет вывел 300 преданных воинов из укрепления, после чего атаковал и разбил турецкие войска, тем самым сняв с крепости осаду. В результате прорыва осады и внезапного нападения армянского войска противнику был нанесен значительный урон. После де-блокады Алидзора, войска  Мхитар-спарапета вновь освободили крепость Капан.
Далее  Мхитар-спарапет пополнив свое войско добровольцами пошёл на Мегри, где очередной раз разбив турецкое войско овладел крепостью. Освободив крепость Мегри, армянские ополченцы продолжили преследовать турецкие войска отступающие по Мегринскому ущелью к Араксу.  Мхитар-спарапет послал туда часть своих людей, которые перекрыв все выходы из ущелья, разбили вражеское войско.
Во время очередного наступления турок на Капан,  Мхитар-спарапет и его военачальники, собравшись вместе у дверей церкви Сурб Аствацацин в Алидзоре составили и отправили послание в Россию, в котором отмечая разорение страны и ожесточенное сопротивление армян наступавшим турецким войскам, просили помощи у России. Поставив свои родовые печати,  Мхитар-спарапет и его семь военачальников подписали документ. Вскоре после составления письма турки с новыми крупными силами стали осаждать крепость Алидзор.
В ходе сопротивления в рядах армянского военного командования произошёл раскол. Давид Бек, которому мелики подчинялись как тронному князю, был знатного происхождения, а заменивший его  Мхитар-спарапет был простолюдином, что многих меликов не устраивало, поэтому часть сюникской элиты поддержало духовного полководца Тер-Аветиса, во главе с которым вступили в переговоры с турками и сдались им. В результате этих переговоров, под обещания амнистии, предатели-мелики сдали крепость Алидзор. Турки не выполнили данное обещание и перебили сдавшихся армян, а их детей и жен обратили в рабство. Лишь одному Тер-Аветису было позволено отправится в один из монастырей Иерусалима.
В свою очередь  Мхитар-спарапет и большинство его полководцев, не согласные с действиями своих соратников сдавших Алидзор, покинули крепость до того как она перешла в руки к туркам.  Мхитар-спарапет объединил армянские силы и организовал ряд успешных вылазок против турок, в результате которых были освобождены многие населенные пункты. В 1730 году, после очередной победы над турками в Ордубаде, полководец вернулся в Хндзореск.
Османский главнокомандующий Абдуллах-паша смирился с существованием армянского руководства в регионе и собирался направить к  Мхитар-спарапету своего посла. Однако, не успев это сделать, он получил известие о том, что на обратном пути, в Хндзореске  Мхитар-спарапет был заговорщически убит армянами. Некоторые из местных старейшин, опасаясь, что село может постичь участь Алидзора, в угоду туркам обезглавили  Мхитар-спарапета и отправили его голову в Тебриз Абдуллах-паше. После смерти своего предводителя, освободительная борьба, длившееся 8 лет, завершилось, так и не достигнув конечной цели.
Однако турецкое правление в Восточной Армении продолилось всего лишь несколько лет. В 1735 году персидский полководец Тахмасп Гули Надир-хан (слуга Тахмаспа Надир), впоследствии провозглашённый Надир-шахом, отвоевал обратно Атропатену и Закавказье. Он даровал максимальную автономию армянам, оказавшим сопротивление османским войскам в Арцахе, Сюнике и Айрарате (Эривань, Карс), признал права армянских меликов и подарил кафедральному собору Эчмиадзина золотой факел. В Восточной Армении начали происходить административные изменения.

## В культуре

### Фильмы
- Фильм «Давид Бек», 1943, реж. Амо Бек-Назарян.